# Maratona di Beirut
La maratona di Beirut (in inglese Beirut Marathon) è una corsa podistica che si tiene ogni anno a Beirut, in Libano.
L'evento è stato fondato nel 2003 dalla donna d'affari May El-Khalil ed ha come tema centrale quello dell'unità delle genti. Il programma sportivo, a fianco della maratona, prevede anche una corsa di 3 km per deputati di ogni colore politico e per caschi blu in missione in Libano.

## Albo d'oro

### Maschile
| Edizione | Atleta           | Nazione | Tempo    | Data        | Note |
| -------- | ---------------- | ------- | -------- | ----------- | ---- |
| 2003     | Paul Rugut       | Kenya   | 2h17'04" | 19 ottobre  |      |
| 2004     | Eshetu Bekele    | Etiopia | 2h17'31" | 10 ottobre  |      |
| 2005     | Francis Kamau    | Kenya   | 2h19'20" | 13 novembre |      |
| 2006     | Moses Kemboi     | Kenya   | 2h17'28" | 3 dicembre  |      |
| 2007     | Tamrat Elanso    | Etiopia | 2h19'46" | 18 novembre |      |
| 2008     | Alemayehu Shumye | Etiopia | 2h12'47" | 30 novembre |      |
| 2009     | Mohammed Temam   | Etiopia | 2h16'12" | 6 dicembre  |      |
| 2010     | Mohammed Temam   | Etiopia | 2h16'43" | 7 novembre  |      |
| 2011     | Tariku Jufar     | Etiopia | 2h11'14" | 27 novembre |      |
| 2012     | Kedir Fekadu     | Etiopia | 2h12'57" | 11 novembre |      |
| 2013     | William Kipsang  | Kenya   | 2h13'34" | 10 novembre |      |
| 2014     | Fikadu Girma     | Etiopia | 2h12'26" | 9 novembre  |      |
| 2015     | Jackson Limo     | Kenya   | 2h11'04" | 8 novembre  |      |

### Femminile
| Edizione | Atleta                 | Nazione | Tempo    | Data        | Note |
| -------- | ---------------------- | ------- | -------- | ----------- | ---- |
| 2003     | Jackline Torori        | Kenya   | 2h42'29" | 19 ottobre  |      |
| 2004     | Anastasia Ndereba      | Kenya   | 2h36'46" | 10 ottobre  |      |
| 2005     | Jane Omoro             | Kenya   | 2h42'19" | 13 novembre |      |
| 2006     | Eunice Korir           | Kenya   | 2h49'25" | 3 dicembre  |      |
| 2007     | Adaneche Beyene Jemilu | Etiopia | 2h41'24" | 18 novembre |      |
| 2008     | Alemtsehay Hailu       | Etiopia | 2h37'20" | 30 novembre |      |
| 2009     | Mihret Tadesse         | Etiopia | 2h42'41" | 6 dicembre  |      |
| 2010     | Etaferehu Tarekegn     | Etiopia | 2h41'15" | 7 novembre  |      |
| 2011     | Seada Kedir            | Etiopia | 2h31'38" | 27 novembre |      |
| 2012     | Seada Kedir            | Etiopia | 2h35'08" | 11 novembre |      |
| 2013     | Rehime Kedir Robel     | Etiopia | 2h36'47" | 10 novembre |      |
| 2014     | Mulahabt Tsega         | Etiopia | 2h29'15" | 9 novembre  |      |
| 2015     | Kaltoum Bouaasayriya   | Marocco | 2h36'05" | 8 novembre  |      |